# Dúbrava (Snina)
Dúbrava es un municipio del distrito de Snina en la región de Prešov, Eslovaquia, con una población estimada a final del año 2024 de 209 habitantes.
Se encuentra ubicado al este de la región, en el valle del río Cirocha (cuenca hidrográfica del río Tisza) y cerca de la frontera con Ucrania.

## Demografía
| Año        | 1994 | 2004    | 2014     | 2024    |
| ---------- | ---- | ------- | -------- | ------- |
| Población  | 271  | 279     | 231      | 209     |
| Diferencia |      | +2,95 % | −17,20 % | −9,52 % |

| Año        | 2023 | 2024    |
| ---------- | ---- | ------- |
| Población  | 202  | 209     |
| Diferencia |      | +3,46 % |